# Relief

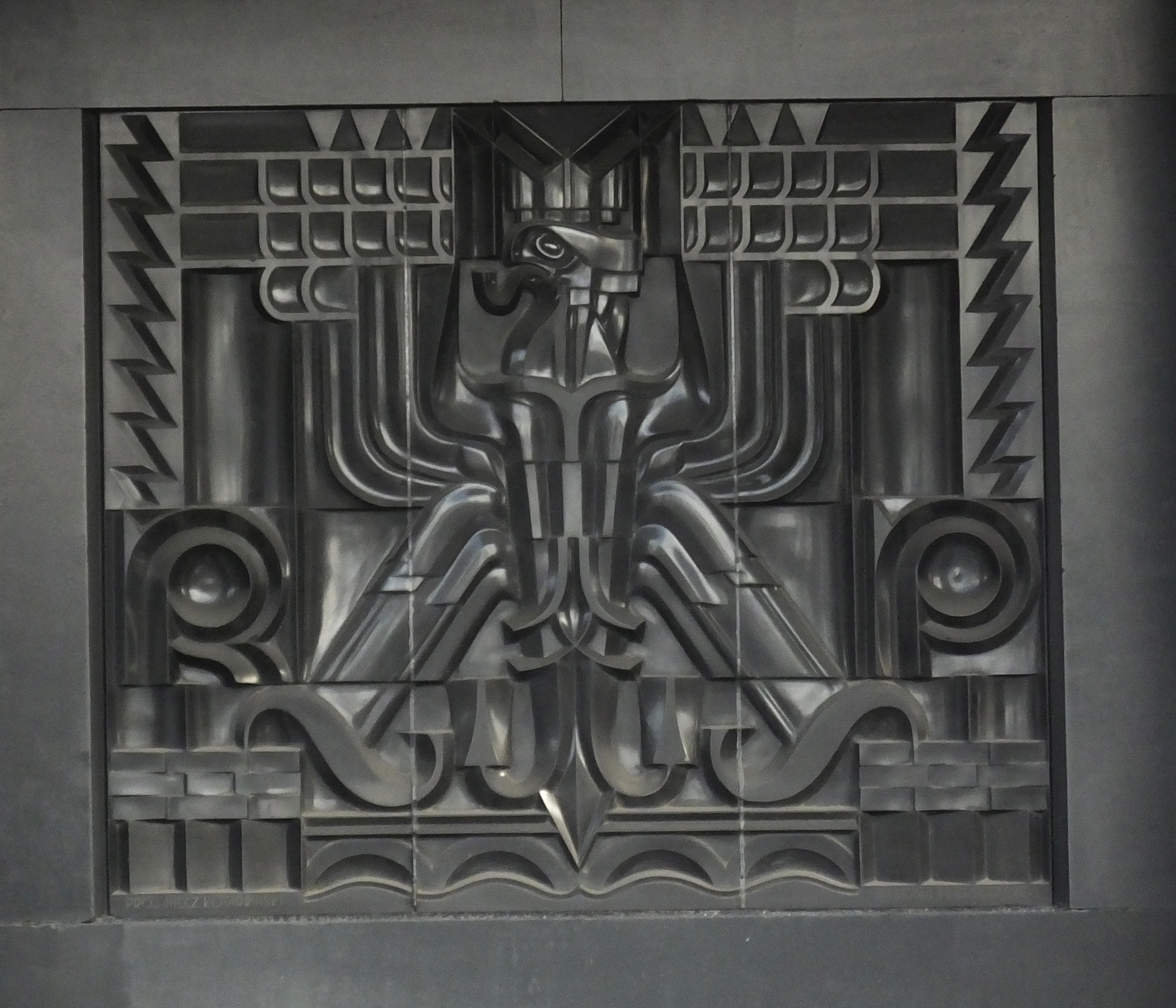
Relief bazaltowy w stylu art déco przedstawiający autorską interpretację polskiego godła na fasadzie Ministerstwa Infrastruktury w Warszawie (architekt Rudolf Świerczyński 1931).

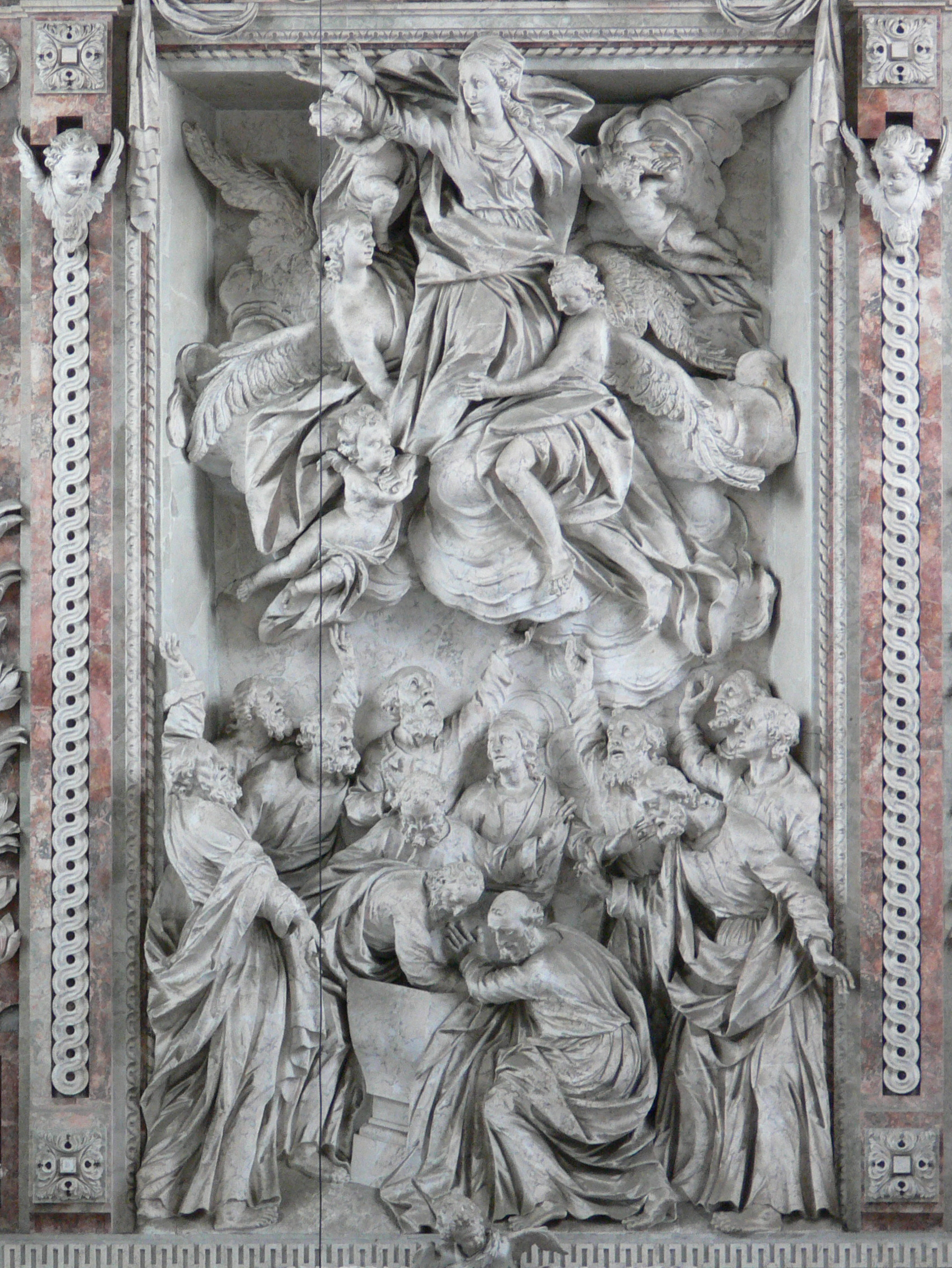
Relief jako ozdoba ołtarza

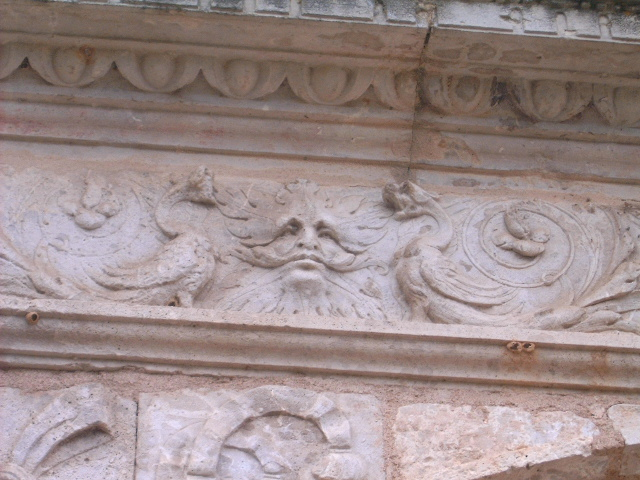
Płaskorzeźba jako dekoracja architektoniczna

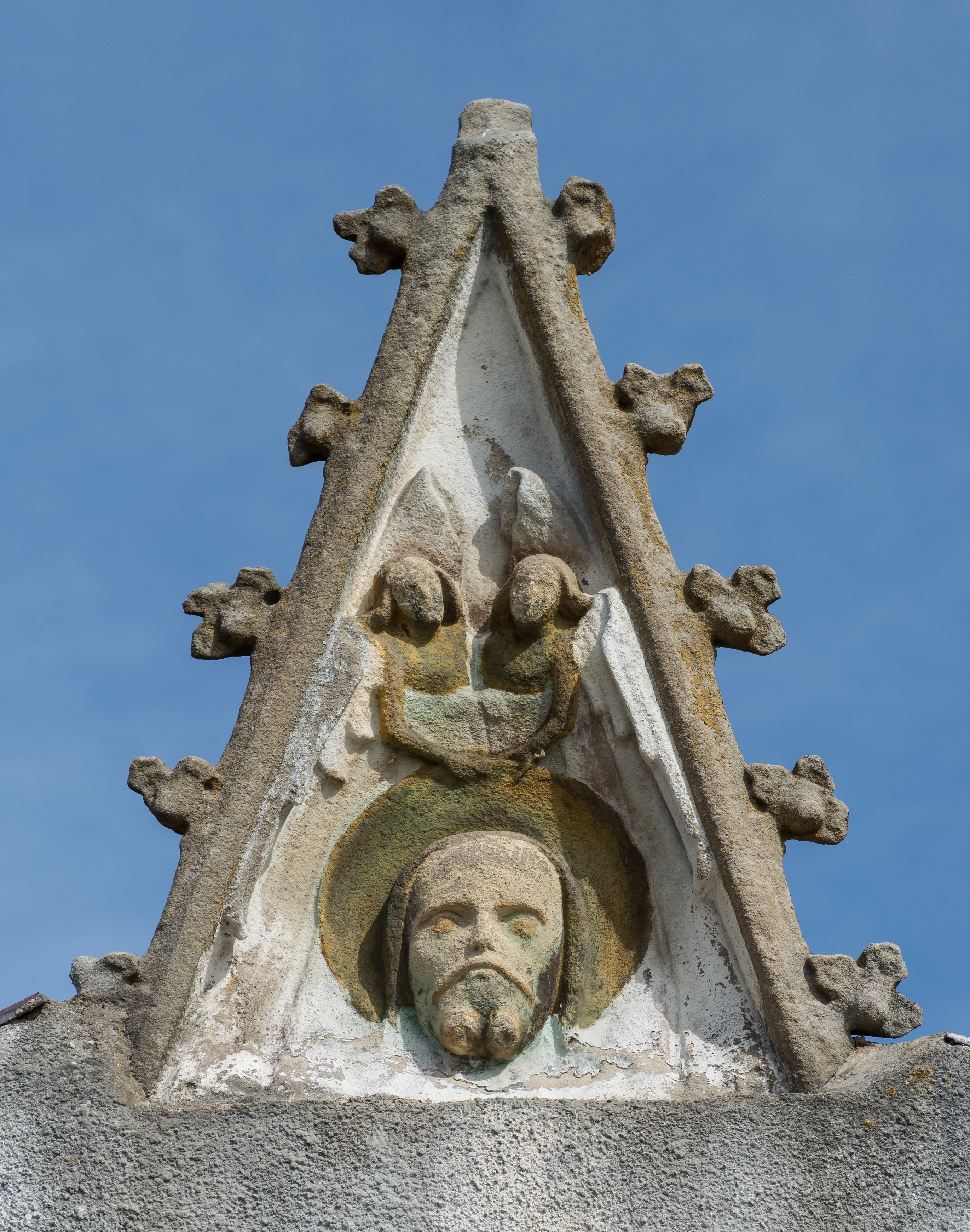
Relief nad wejściem do kościoła

Relief (płaskorzeźba) – kompozycja rzeźbiarska wykonana na płycie kamiennej, metalowej lub drewnianej z pozostawieniem na niej tła. Dzieło uzyskuje się poprzez rzeźbienie, kucie lub odlewanie. Pomimo że płaskorzeźby powstawały jako dekoracja architektoniczna, to często stanowią odrębne, pełnowartościowe dzieło sztuki.

## Rodzaje płaskorzeźb
- płaski (bas-relief) – płaskorzeźba wystaje nad powierzchnię mniej niż połową swej wypukłości
- wypukły (haut-relief) – płaskorzeźba wystaje nad powierzchnię więcej niż połową swej grubości
- wklęsły (wklęsłorzeźba) – płaszczyzna powierzchni wystaje powyżej wykonanej kompozycji
- technika łączna – płaszczyzna zostaje obrabiana w dwóch kierunkach płaszczyzny

## Techniki
W zależności od techniki wykonania płaskorzeźby są:
- rzeźbione
- kute
- odlewane
- wykonywane chemigraficznie